# Hermetism
För den litterära riktningen, se Hermetism (litteratur).

Caduceus är en av hermetismens symboler.

Hermetism är en religiös-filosofisk lära som hävdar att dess rötter går tillbaka till senantikens helleniserade Egypten. Den går i grunden ut på att hela världsalltet stammar från en gudomlig singularitet från vilken verkligheten utgrenar sig i ett antal nivåer av successivt ökande diversifiering. Genom olika meditativa övningar kan människan uppväcka den gudomliga kärnan i sig själv och därmed ställa sig utanför reinkarnationskedjan.
Hermetismens viktigaste texter är samlade i Corpus Hermeticum och handlar till största delen om rent filosofiska spörsmål. Förutom denna samling finns ett antal utdrag ur andra texter samlade av Johannes Stobaeus, en traktat med titeln Asclepius, ett par texter från den gnostiska samlingen som påträffades i Nag Hammadi, samt flera andra texter som kan karakteriseras som magiska, astrologiska, iatromatematiska och alkemiska.
Under medeltiden var det bara den till latin översatta Asclepiustraktaten samt vissa alkemiska texter som överlevde och lästes i Västeuropa. De andra texterna bevarades i det bysantinska riket där de kommenterades av bland andra Michael Psellos den yngre.

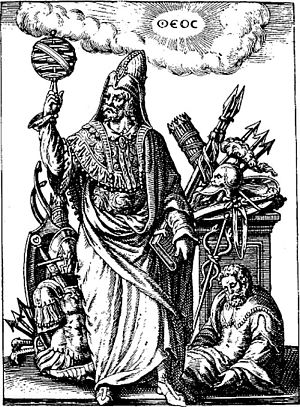
Hermes Trismegistos.

Den moderna hermetismen, som för att skilja den från den antika hermetismen brukar kallas hermeticism, grundades av renässanshumanisten Marsilio Ficino på 1400-talet e.Kr. Han hade upptäckt en samling manuskript skrivna av kristna platoniker något århundrade efter Kristus. Handskriften behandlade Hermes Trismegistos och Ficino kom att tro att han i Hermes hade upptäckt den första kunskapen (latin prisca sapientia), som sedan hade förmedlats genom Mose, Platon och en rad andra, inrättade i ett slags kunskapens stamtavla. Ficino tänkte sig att kunskapen degenererade och att han i och med återupptäckten av Hermes kunde lära sig den verkliga sanningen om världen.